# Pedra Mole
Pedra Mole is een gemeente in de Braziliaanse deelstaat Sergipe. De gemeente telt 2.878 inwoners (schatting 2009).